# 8297 Gérardfaure
(8297) Gérardfaure, denumire internațională (8297) Gerardfaure, este un asteroid din centura principală de asteroizi.

## Descriere
8297 Gérardfaure este un asteroid din centura principală de asteroizi. A fost descoperit pe 18 august 1993 la Caussols de Eric Walter Elst. Asteroidul prezintă o orbită caracterizată de o semiaxă mare de 2,24 ua, o excentricitate de 0,06 și o înclinație de 3,6° în raport cu ecliptica.